# Palazzo Mazzucchelli

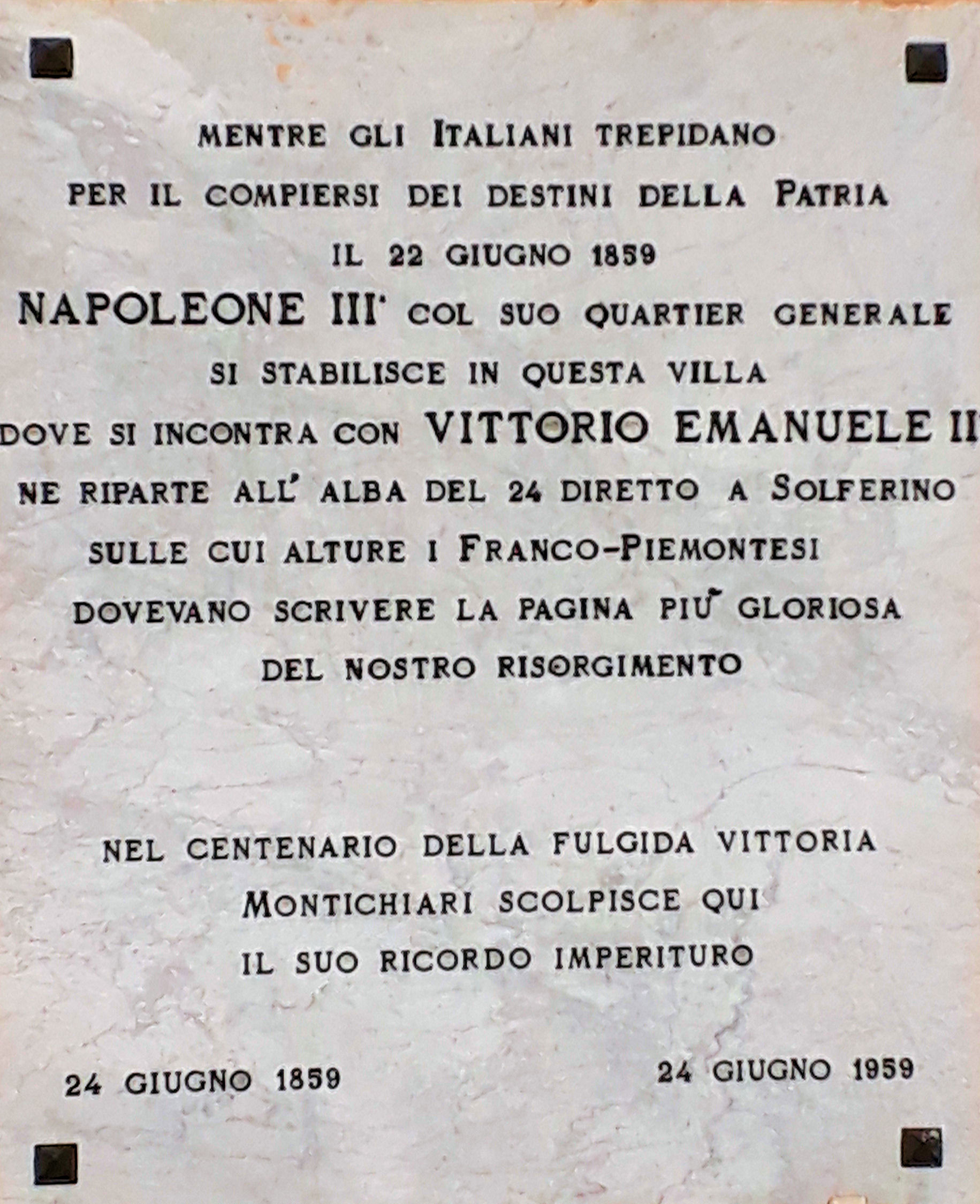
Montichiari, lapide su Palazzo Mazzucchelli a ricordo dell'incontro tra Napoleone III e Vittorio Emanuele II.

Palazzo Mazzucchelli è uno storico edificio di Montichiari, in provincia di Brescia.

## Storia e descrizione
Edificato nel XVI secolo, venne riadattato nelle forme attuali nel XVIII secolo a casa di campagna della famiglia Mazzucchelli.
Nel palazzo soggiornò due volte il re Umberto I di Savoia durante le sue manovre militari, la prima nel 1878 e la seconda nel 1890.
Maria Luigia, moglie di Napoleone Bonaparte, fu ospitata nel 1836 in questo palazzo.
Il 22 giugno 1859 Napoleone III stabilì qui il suo quartier generale e incontrò Vittorio Emanuele II per definire la strategia militare alla vigilia della battaglia di Solferino e San Martino.
In una sala interna sono stati ritrovati alcuni affreschi realizzati dal Romanino o dalla sua scuola.